# Trần Thị Thu Xuân
Trần Thị Thu Xuân (sinh ngày 21 tháng 12 năm 2002 tại Huế) là một cầu thủ bóng đá Việt Nam đang thi đấu cho Câu lạc bộ bóng đá nữ Than Khoáng Sản Việt Nam và đội tuyển bóng đá nữ Việt Nam ở vị trí tiền vệ.

## Sự nghiệp cầu thủ

### Tuyển trẻ

#### Dự Tuyển Nữ Trẻ Quốc Gia
Thu xuân là một trong những người của lứa Huế năm 2015.
Ngày 15/7 năm 2015 đội dự tuyển trẻ triệu tập 13 người Huế Tại Hà Nội Xong bắt đầu tập luyện đi đá các giải U14 đến U19 đến hiện tại.[3]

### Tuyển quốc gia
Năm 2021 cô được triệu tập vào đội tuyển bóng đá nữ quốc gia Việt Nam tham dự Giải bóng đá nữ châu Á 2022.